# Hôtel de ville de Comines-Warneton
L'Hôtel de ville de Comines-Warneton est un hôtel de ville située dans la commune fusionnée de Comines-Warneton, dans le Hainaut, en Belgique. Il a été reconstruit en 1930, à la suite des destructions de la Première Guerre mondiale. Il se trouve sur la Place Sainte-Anne, face à l'église Saint-Chrysole.

## Description

### Histoire
Initialement lié à Comines-France, dans le Nord, en France, le premier hôtel de ville est installé dans la Rue du Fort à l'Hôtel du Baron. En 1917, lors d'une offensive britannique durant la Première Guerre mondiale, le bâtiment est détruit et avec lui les archives municipales. Un nouvel hôtel de ville est inauguré en 1930 à l'occasion du centenaire de la Belgique. Il est construit dans un style néo-gothique.

### Œuvres notables
Plusieurs œuvres décorent l'intérieur du bâtiment : 
- Des peintures du peintre animalier Eugène Verboeckhoven, du réaliste social Charles Degroux, du surréaliste Jacques Vandamme et d'autres[1] ;
- Une porte d'entrée en bois sculpté par Istvan Demeter[1] ;
- Un vitrail du vitrier Roger Coppe représentant les armoiries de Comines[1].